# Luxilus zonatus
Luxilus zonatus är en fiskart som först beskrevs av Putnam, 1863.  Luxilus zonatus ingår i släktet Luxilus och familjen karpfiskar. Inga underarter finns listade i Catalogue of Life.